# Melicope longior
Melicope longior är en vinruteväxtart som beskrevs av Thomas Gordon Hartley. Melicope longior ingår i släktet Melicope och familjen vinruteväxter. Inga underarter finns listade i Catalogue of Life.